# Giorgio di Challant

Stemma Challant

Giorgio di Challant-Varey (1440 – Pinerolo, 30 dicembre 1509) (in francese, Georges de Challant-Varey) fu un religioso e un mecenate francese appartenente alla famiglia Challant.

## Biografia
Georges de Challant nacque probabilmente nel lionese, intorno al 1435-1440, figlio di Amedeo di Challant-Varey, a sua volta figlio di Bonifacio I di Challant, dal quale aveva ereditato le signorie di Varey, Usson e Retortour in Savoia e di Anne de La Palud. Studiò a Lione, Avignone e Torino, poi intraprese la carriera ecclesiastica e ricoprì diversi prestigiosi incarichi che lo impegnarono su tre versanti: il Lionese, la Valle d'Aosta e il Piemonte. Fu canonico della cattedrale di Lione dal 1453, canonico e arcidiacono di Aosta. Nel 1464 fu governatore di Aosta, prevosto commendatario di Saint-Gilles a Verrès. Nel 1469 non fu eletto vescovo di Aosta, ma divenne priore della collegiata di Sant'Orso, incarico di non minor prestigio.
Mecenate ed amante dell'arte, intraprese molti viaggi e soggiornò più volte presso la corte papale a Roma, dove conobbe lo stile rinascimentale. La sua cultura e i suoi gusti artistici si espressero particolarmente nelle opere decorative e di architettura che fece realizzare nel corso di mezzo secolo. A lui si deve la ristrutturazione dei due maggiori edifici ecclesiastici di Aosta, come la cattedrale di Aosta, ove fece eseguire, insieme al vescovo François de Prez, le vetrate da Pietro Vaser, rinnovandone l'estetica in un'ottica tardo-gotica. Presso la Collegiata di Sant'Orso fece realizzare gli stalli, le vetrate della volta e il Priorato di Sant'Orso, che fece edificare a proprie spese richiamando alcuni tra i migliori artisti dell'epoca dalle regioni di Lione e Ginevra e non solo. Inoltre commissionò un celebre messale miniato oggi custodito nel tesoro della collegiata.
Nel priorato, Georges de Challant introdusse la registrazione contabile secondo le stesse modalità utilizzate per le castellanie controllate dalla famiglia, come attestato dai Computa Sancti Ursi, gli unici registri contabili dell’ente pervenuti e significativamente compilati durante il mandato dello Challant. Nei tre tomi i procuratori generali del priorato di Sant’Orso registrarono le entrate e le spese effettuate dai canonici.Fu durante il priorato di Georges de Challant (1469-1509) che l’importanza politica e sociale della collegiata crebbe, anche perché divenne momentaneamente sede deputata alla revisione dei Conti di Castellania dei vari castellani del duca di Savoia. I Computa offrono anche testimonianze interessanti in merito alla ospitalità che Georges de Challant riservava al suo seguito e a quello della contessa Marguerite de La Chambre (consorte di Luigi de Challant, cugino di Georges de Challant), la cui presenza al priorato era frequente.
La liberalità del prelato e il fasto della sua corte sono ricordati anche da Vigilio Vescovi (1611 ca – 1679) che scrive nella sua Historia della Casa di Challant e Madruzzo: “Viveva alla grande come un grande prelato, con molte servitù, cani, uccelli, cavalli et simili trattenimenti da principi. Era stimato assai, et per tutto il suo nome era celebre…non si può scrivere con che pompa et con quanto honore andasse in corte et ivi fosse ricevuto, perché in vero era cosa mirabile vederlo comparire con una superba, più che a’ par suo conveniva, servitù et compagnia.” Conclude, infine, Vescovi: “dobbiamo argomentare che Georges dovesse essere Huomo stimato molto et che fosse di gran spirito.”
Morì il 30 dicembre 1509 a Pinerolo, dove aveva acquistato alcune tenute e fatto costruire un palazzo e fu sepolto nella Collegiata di Sant'Orso.

## Il castello di Issogne
Nel 1487, alla morte prematura del cugino Luigi di Challant-Aymavilles, Giorgio fu nominato tutore di Filiberto e Carlo, i due giovani figli di Luigi e di Marguerite de la Chambre.
Durante quegli anni si occupò della ristrutturazione del castello di Issogne, trasformando il maniero medievale in una elegante dimora signorile che ben rappresentasse il prestigio della famiglia Challant. È dovuta a lui una radicale trasformazione della struttura, lo spostamento dell'entrata, il giardino, la cappella, le decorazioni delle stanze interne del castello e del cortile e la celebre fontana del melograno, che fece realizzare come proprio dono per le nozze di Filiberto di Challant con Louise d'Aarberg.